# Eufemia Radziwiłłówna
Eufemia, właśc. Krystyna Radziwiłłówna herbu własnego (ur. 12 lipca 1598 w Ołyce, zm. 1 maja 1658 w Gdańsku) – polsko-litewska duchowna, benedyktynka, ksieni w Nieświeżu w 1630–1658.
Była córką Stanisława Radziwiłła, (marszałka wielkiego litewskiego) i Marianny Myszczanki, młodszą siostrą Albrychta Stanisława (kanclerza Wielkiego Księstwa Litewskiego). Po śmierci ojca (1599) znajdowała się pod opieką stryja Mikołaja Krzysztofa (zwanego Sierotką); w 1605 została oddana do klasztoru benedyktynek pod wezwaniem św. Eufemii w Nieświeżu, tam uczyła się w szkole klasztornej, w lipcu 1614 przyjęła habit, a w maju 1621 złożyła śluby zakonne. Po śmierci ksieni Doroty Hartmanówny (1630) została wybrana jej następczynią. Założyła trzy nowe domy zakonne - w Mińsku, Smoleńsku i Orszy. Prawdopodobnie więcej uwagi poświęcała jednak życiu świeckiemu niż zakonnemu, była znana z wielkopańskiego trybu życia; miała wpływy na Litwie, gdzie nazywano ją „księżną jejmością panną ksienią nieświeską”. Prowadziła procesy o jurysdykcję kościelną, wykorzystując w nich swoją pozycję społeczną.
W 1648 ewakuowała się wraz z klasztorem do zamku w Nieświeżu w obawie przed zagrożeniem kozackim, w 1655 przeniosła się z zakonnicami na Pomorze (towarzyszyła tam bratu kanclerzowi). Zmarła w Gdańsku, została pochowana w kościele klasztornym w Nieświeżu.